# 테오 봉곤다
테오 봉곤다 음불로페코 바톰보아트(프랑스어: Théo Bongonda Mbul'Ofeko Batomboat, 1995년 11월 20일 ~ )는 러시아 클럽 스파르타크 모스크바에서 윙어로 뛰고 있는 프로 축구 선수이다. 벨기에에서 태어난 그는 콩고 민주 공화국 국가대표팀에서 뛰고 있다.

## 구단 경력

### 쥘터 바레험
샤를루아에서 태어난 봉곤다는 2008년 13세의 나이로, JMG 아카데미에서 선수 생활을 시작했다. 2013년 1월에는 벨기에 프로 리그 팀 쥘터 바레험에 입단하여 유소년 팀에 합류했다.
봉곤다는 2013년 9월 25일, 벨기에 컵에서 열린 KFC VW 암므와의 원정 경기에서 2-1로 승리하며 프로 데뷔 전을 치렀다. 리그 데뷔 전은 12월 15일, 리르서와의 홈 경기에서 후반 교체 투입되어 3-0으로 승리했다.
2014년 1월 15일, 봉곤다는 2-3으로 패한 세르클러 브뤼허와의 원정 경기에서 팀의 첫 골을 넣으며 프로 데뷔 첫 골을 넣었다. 2014년 4월 20일, 그는 리그 첫 골을 넣으며 3-2로 패한 로케런과의 원정 경기에서 선제골을 넣었다.

### 셀타 비고
2015년 1월 9일, 봉곤다는 라리가의 셀타 비고와 4년 6개월 계약을 체결했다. 그는 26일 헤타페와의 원정 경기에서 2-1로 패한 네만자 라도자와 교체 투입되어 대회 데뷔 전을 치렀다.

### 헹크
봉곤다는 2019년 여름 벨기에 프로 리그 클럽인 헹크에 수수료를 받고 입단했다.
봉곤다는 2021년 4월 25일, 벨기에 컵 결승전에서 스탕다르 리에주를 상대로 헹크의 경기 승리를 결정지었다.
2021년 7월 23일, 봉곤다는 2021-22년 벨기에 프로 리그 시즌에서 헹크의 첫 골을 넣으며 같은 상대를 상대로 1-1 무승부를 기록했다.

### 카디스
2022년 8월 26일, 봉곤다는 카디스와 4년 계약을 체결하고 스페인으로 복귀했다.

### 스파르타크 모스크바
2023년 7월, 봉곤다는 러시아 클럽 스파르타크 모스크바로 이적하는 데 동의했다. 계약은 2026년까지 계산된다. 스파르타크는 카디스에게 1,000만 유로를 지불한 것으로 알려져 있다.

## 국가대표팀 경력
봉곤다는 벨기에에서 콩고 민주 공화국인 아버지와 벨기에인 어머니 사이에서 태어났다. 그는 벨기에의 유소년 국가대표다. 2022년 1월, FIFA는 그의 콩고 민주 공화국 국가대표팀 합류 자격을 수락했다. 그는 2022년 2월 1일, 바레인과의 친선 경기에서 1-0으로 패한 콩고 민주 공화국 국가대표팀에 데뷔했다.
2023년 12월 27일, 그는 세바스티앵 드사브르가 선정한 콩고 민주 공화국 선수 24명 중 2023년 아프리카 네이션스컵에 출전할 선수로 선정되었다.

## 수상

### 쥘터 바레험
- 벨기에 프로 리그 : 4위 (2013-14)
- 벨기에 컵 : 준우승 (2013-14)

### 셀타 비고
- 코파 델 레이 : 4강 (2015-16, 2016-17)
- UEFA 유로파리그 : 4강 (2016-17)

### KRC 헹크
- 벨기에 프로 리그 : 준우승 (2021-22)
- 벨기에 컵 : 우승 (2021-22)
- 벨기에 슈퍼컵 : 준우승 (2021)